# 進步 (雜誌)
《進步》（英語：the Progressive），是一部有關美國的政治、文化以及进步主义的月刊，其立場自由而不受拘束。雜誌成立於1909年，參議員羅伯特·馬里昂·拉·福萊特（其暱稱為「戰鬥鲍勃」；）創辦。
原先的名字叫做《拉·福莱特的每周期刊》（La Follette's Weekly，簡稱）。1929年，雜誌進行了資產重組，並更名为《進步》。在一段時期內，《進步》是拉·福莱特家族（the La Follette family）和William Evjue共有的首都时报。总部在威斯康辛州的麦迪逊。
該雜誌以其強烈的和平主义而聞名。它将大部分时间致力于对抗戰爭、軍國主義和企業實力。它支持公民權利和公民自由、婦女權利、同性戀權利、移民權利、勞動權利、人權、環保、刑事司法改革和民主改革。
露絲·康尼夫為現任主编。先前的编辑包括有：羅伯特·馬里昂·拉·福萊特、其子Robert Jr.、William Evjue、Morris Rubin、Erwin Knoll、和Matthew Rothschild。

## 歷史
在第一期的第一頁，拉·福莱特在雜誌的介紹中寫道（下含翻譯，但一切以英語版為主）：
|  | In the course of every attempt to establish or develop free government, a struggle between Special Privilege and Equal Rights is inevitable. Our great industrial organizations [are] in control of politics, government, and natural resources. They manage conventions, make platforms, dictate legislation. They rule through the very men elected to represent them. The battle is just on. It is young yet. It will be the longest and hardest ever fought for Democracy. In other lands, the people have lost. Here we shall win. It is a glorious privilege to live in this time, and have a free hand in this fight for government by the people. |

中文翻譯：
|  | 在建立或發展自由政府的每一個嘗試中，特權與平等權利之間的鬥爭是不可避免的。 我們偉大的工業組織控制政治，政府和自然資源。 他們管理公約，制定平台，制定立法。他們控制了通過選舉當選並代表他們的人。 戰鬥剛剛開始，它（美國民主）還年輕。 對民主來說，爭鬥是十分長也是十分困難的。 在其他地方，人民已經失敗了。 而在這裡，我們將會贏得勝利。 在這個時期生活是一個莫大的榮幸，放開手腳在這場對政府鬥爭中，為人民而戰鬥。 |

《進步》的一些運動，包括遠離第一次世界大戰。二十世紀二十年代初，《進步》反對帕爾默·瑞茲，並呼籲在大蕭條期間採取行動打擊失業。拉·福莱特和其妻子貝拉參與編輯了出版物的婦女向部分，並撰寫了譴責種族隔離的出版文章。
在1940年代，《進步》採用了反斯大林主义者对苏联的看法。
在1940年代早期，该杂志認為美國應該远离第二次世界大戰。但在偷袭珍珠港事件後，进步宣布支持美国加入战争。
然而，《进步》也谴责美国在廣島投下原子弹以及其他国家和新共和国对原子彈轰炸的支持。《进步》转载《基督教科学箴言报》中的一篇由理查德·李·斯特勞特寫的文章，他认为「投擲原子彈，美国會发生一场可怕的历史责任；但不幸的是，現在已經无法後悔」。
1947年，《進步》的编辑宣布暂停出版。然而，在「家庭」雜誌的读者籌集了40,000美元拯救了《進步》之後，《進步》雜誌重新出版，並發表了一個關於「雜誌非盈利化」的承諾。
在1950年代，尽管《進步》认为美国政府有权將共产党的成员加入黑名单，但《進步》依然致力於打擊麦卡锡主义，《進步》发行特刊批评麦卡锡主義 ——「麦卡锡：1954年的紀實记录」；部分議題更在美國參議院大声朗读，并且成为该杂志最畅销的議題。《進步》还批评美国核政策，以及在那段時期的美國中央情報局的動作。
在1960年代，《進步》作為美国民权运动的平台，五次发表了马丁·路德·金的著作，並出版了詹姆斯·鲍德温的一封公开信——《我的地牢搖籃——在解放一百周年時写给我侄子的信》（My Dungeon Shook - Letter to my Nephew on the One Hundredth Anniversary of Emancipation）的第一部分：〈下一次的戰爭〉。
《進步》還把大部分文章用於譴責美國參與「印度支那戰爭」，即「越南戰爭」。
1984年，《進步》发布在萨尔瓦多的艾伦·奈恩著作——《敢死队的背後》（Behind the Death Squads）以批判美国政治屆。
《進步》反對海灣戰爭，並指责乔治·布什政府拒绝任何方式的和平谈判以結束海灣戰爭。在谴责萨达姆·侯赛因政府滥用人权的同時；也都指责布什政府的虚伪，不采取行动反对其他国家的政府也滥用人權。该杂志还反对海灣戰爭。

## 美利堅合眾國訴《進步》案
1979年，《進步》發表了一篇由霍華德·莫蘭編寫並吸引了全國瞩目的文章由——《氢弹的秘密：我们是如何得到它的資訊以及為甚麼我們要討論它》（The H-bomb Secret: How we got it and why we're telling it）。美國政府封殺了這篇文章六个月，因为文章內部包含了許多機密信息。

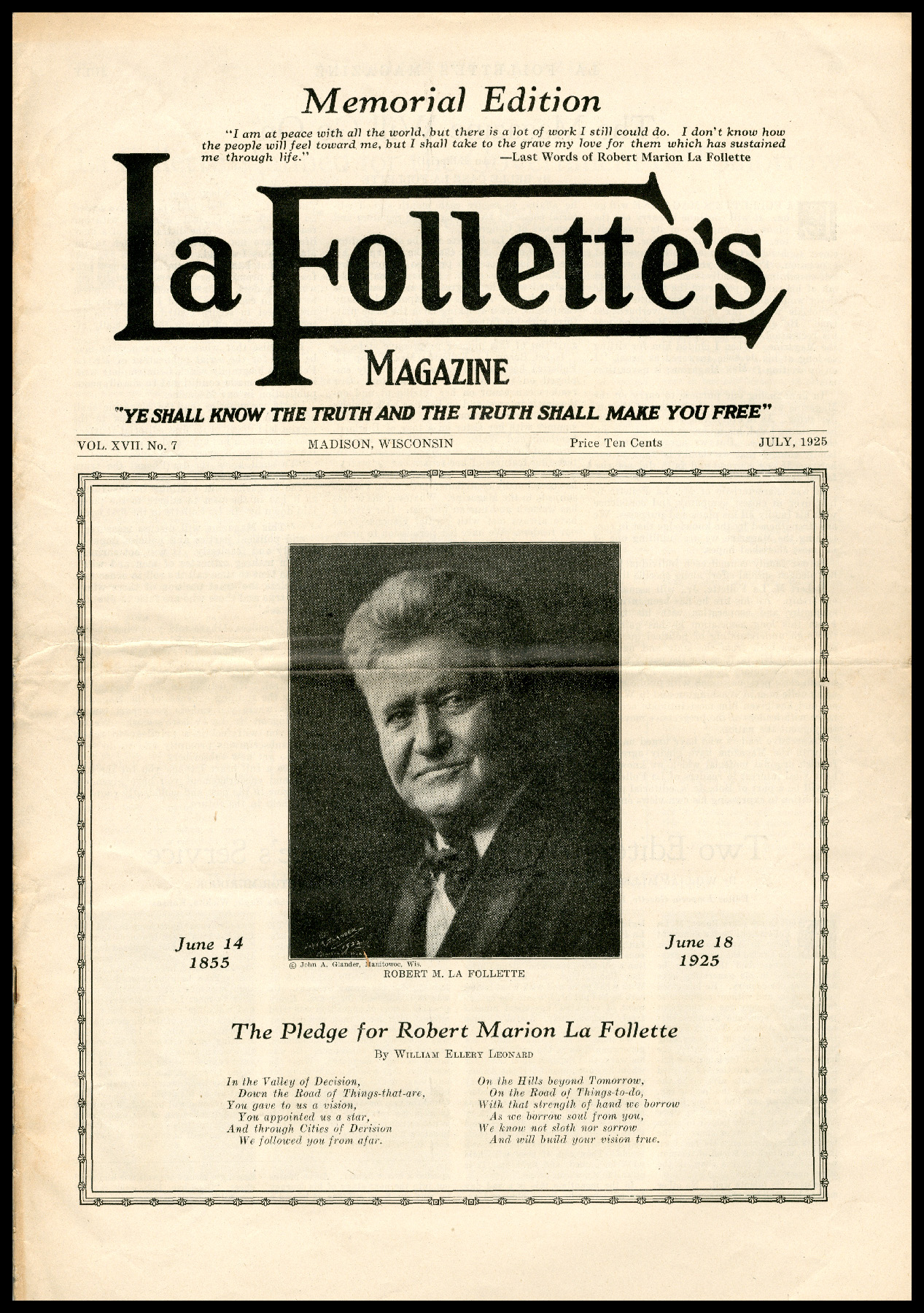
《進步》的前身名為La Follette，是1905年在威斯康辛州麥迪遜成立的雜誌。

但最終，《進步》贏得了在事先限制的的情況下，在憲法第一修正案具有里程碑意义的美利堅合眾國訴《進步》案。

## 100周年纪念
为其出版100週年紀念，《進步》出版了一本书——《一些在1909年至2009年中〈進步〉最好的作品》，並命名為《已出版的民主》（Democracy in Print），並由威斯康辛大学出版社出版。

## 顯著著作
多年來，《進步》發表了珍·亞當斯、詹姆斯·鲍德温、路易斯·布蘭迪斯、诺姆·乔姆斯基、克拉倫斯·丹諾、約翰·加爾布雷斯、Charles V. Hamilton、Nat Hentoff、西莫·赫許、Molly Ivins、June Jordan、海倫·凱勒、马丁·路德·金、Sidney Lens、杰克·伦敦、Milton Mayer、A.J. Muste、George Orwell、Marcus Raskin、伯特兰·罗素、爱德华·萨义德、卡爾·桑德堡、厄普顿·辛克莱、林肯·斯蒂芬斯、以撒多·史東、諾曼·湯瑪斯、乔治·沃尔德、 James Wechsler和霍华德·津恩的文章。 
它也發表了自由政治家的文章，例如拉斯·芬格爾德、J·威廉·傅爾布萊特、丹尼斯·库辛尼奇、乔治·麦戈文、伯尼·桑德斯、阿德萊·史蒂文森、和Paul Wellstone。

## 發行量
雖然發行量下跌至1999年的27,000本。但至2004年8月，隨著海灣戰爭的爆發，上升至65,000本。至2010年，發行量已穩定至47,000本。

## 資料來源
1. ↑  Jon Bekken. . Stephen L. Vaughn  (编). . New York: Routledge: 422–3. 2008. ISBN 978-0-415-96950-5.
2. ↑  "Timeline", The Progressive magazine May 1, 2004.
3. ↑  Bernard A Weisberger, The La Follettes of Wisconsin : Love And Politics in Progressive America Madison, Wis.
4. ↑  Bill Bigelow; Bob Peterson. . Rethinking Schools. 1 January 2002: 380  [5 December 2015]. ISBN 978-0-942961-28-7. （原始内容存档于2020-08-01）.
5. ↑  Boller, Paul F. . . Fort Worth: Texas Christian University Press. c. 1992. ISBN 0-87565-097-X.
6. ↑  O'Neill, William L. . New Brunswick, NJ: Transaction Publishers. 1990: 86. ISBN 1412816025. The Progressive, an anti-Stalinist monthly
7. ↑  Robert Griffin, The Politics Of Fear : Joseph R. McCarthy and the Senate  (Second Edition).
8. ↑  Gibson, Donald. . Palgrave Macmillan. 2011. ISBN 0-230-34750-9.
9. ↑  . The Progressive. August 28, 2002  [August 20, 2014]. （原始内容存档于2016-03-04）.
10. ↑  Ivey, Mike. . The Cap Times. April 29 – May 5, 2009.
11. 1 2 3  . Bulletin of the Atomic Scientists. December 1971: 42.
12. 1 2 3  Advertisement for The Progressive, Mother Jones magazine, August 1976, p.4.
13. ↑  Bertrand Russell, "Who Is It That Wants War?"
14. ↑  . Common Dreams NewsWire. October 18, 1998  [July 9, 2008]. （原始内容存档于2008年5月16日）.

## 外部連結
- 官方網址 （页面存档备份，存于）